# Congrés Indi de Sud-àfrica
El Congrés Indi de Sud-àfrica (South African Indian Congress - SAIC en anglès) va ser una organització fundada el 1924 a la província de Natal (actualment KwaZulu-Natal), a Sud-àfrica. El Congrés és famós per la important participació de Mahatma Gandhi i d'altres Indis sud-africans prominents al llarg del temps. Umar Hajee Ahmed Jhaveri va ser escollit com a primer president del Congrés Indi de Sud-àfrica. El SAIC va ser membre de l'Aliança del Congrés.
El 1952, juntament amb el Congrés Nacional Africà, van organitzar la Campanya de Desafiament, manifestacions no-violentes en senyal de protesta per la deriva de les lleis apartheid promogudes pel govern del Partit Nacional des de la seva victòria a les eleccions.
El 1957 va començar el conegut com a judici per traïció contra 156 membres del Congrés Nacional Africà, el Congrés Indi de Sud-àfrica i el Partit Comunista de Sud-àfrica (entre els quals hi havia l'advocat Nelson Mandela). L'escriptor i polític Alan Paton, juntament amb el bisbe Ambrose Reeves i Alex Hepple, van crear el Fons d'Ajuda a la Defensa en el Judici per Traïció, demostrant que també hi havia blancs contraris a l'Apartheid.